# The Super Sonic Soldier Boys
The Super Sonic Soldier Boys（ザ・スーパー・ソニック・ソルジャー・ボーイズ、通称：SSSB）は、日本のロックバンド。
2014年より活動。
ハードロック、グラムロック、オルタナティヴ・ロック、グランジ・ロック、パンク・ロック等、様々なジャンルのサウンドに影響を受けたミクスチャー・ロック。
母体となるバンドは1995年頃から存在したが、度重なるメンバーチェンジの結果、2014年より『The Super Sonic Soldier Boys』を名乗る。
2016年夏に1stアルバム「Come back from the Dead」をリリースする
第１期
・HIRO-ボーカル
・若月寛-ギター(ex.HARAQUD)
・一成-ギター
・NABE-ベース(ex.BIG MAMA-DANTE-BIG BANG-MELROSE-FRONT ROW-Tennessie-Snake In The Glass-BISON BOOZE-Red Trip Jesus-ラブグラ-NASTY HABITS-MILKBALL-SDC-鯔 etc)
・YOSHIO-ドラム
第２期
・HIRO-ボーカル
・若月寛-ギター
・一成-ギター
・NABE-ベース
・さとっちょ-ドラム(ex.三文役者-はいから-破落戸-Oriental Bounds etc)
第３期
・HIRO-ボーカル
・若月寛-ギター
・一成-ギター
・工藤-ベース
・MASA-ドラム(ex.Tokyo veronica quintet)
第４期
・TOKIKO-ボーカル(ex.ラブグラ-Kill Kill 13)
・KAZZ-ギター(ex.GRAND ZERO-S. SPEED-Methods of Mayhem-Miles Divide-LION CODE etc)
・NABE-ベース
・さとっちょ-ドラム
第５期
・HIRO-ボーカル
・一成-ギター
・NABE-ベース
・岡崎達成-ドラム(ex.M-Age-Lucy-AoP-Guniw Tool etc)
第６期
・HIRO-ボーカル
・若月寛-ギター
・一成-ギター
・NABE-ベース
・MASA-ドラム
第７期
・HIRO-ボーカル
・KAZZ-ギター
・NABE-ベース
・MASA-ドラム
第８期
・HIRO-ボーカル
・若月寛-ギター
・NABE-ベース
・MASA-ドラム
第９期
・HIRO-ボーカル
・KAZZ-ギター
・NABE-ベース
・MASA-ドラム
第１０期
・HIRO-ボーカル
・KAZZ-ギター
・NABE-ベース
・本郷誠司-ドラム(ex.PANIC-BIG MAMA-Paradise Alley-FILTHY-Mad PACHI-SLOT Brothers etc)
【The Super Sonic Rehearsal Boys ＃１】
・HIRO-ボーカル
・KAZZ-ギター 
・NABE-ベース 
・Chargeee!-ドラム(湾岸の羊～Omega Dripp～Marty Friedman～RIS～ZIGGY etc)
第１１期
・HIRO-ボーカル
・TAKUMA-ギター(ex.Vepalapice)
・NABE-ベース
・本郷誠司-ドラム
第１２期
・HIRO-ボーカル
・ZUME-ギター(ex.Paradise Alley-FILTHY-G.D.FLICKERS etc) 
・NABE-ベース
・本郷誠司-ドラム
第１３期
・HIRO-ボーカル
・ZUME-ギター
・A2C-ベース(ex.Hot Rod Kicks-coupd′etat-Paradise Alley-FILTHY etc)
・本郷誠司-ドラム
第１４期
・HIRO-ボーカル
・ZUME-ギター
・NABE-ベース
・さとっちょ-ドラム
第１５期
・HIRO-ボーカル
・TAKESHI-ギター
・NABE-ベース
・SEIJI-ドラム
第１６期
・HIRO-ボーカル
・TADASHI-ギター(ex.Power of Emotion-Versus-Mephistopheles)
・NABE-ベース
・SEIJI-ドラム
第１７期
・HIRO-ボーカル
・ZUME-ギター
・NABE-ベース
・SEIJI-ドラム
【The Super Sonic Rehearsal Boys ＃２】
・HIRO-ボーカル
・ZUME-ギター
・NABE-ベース
・Shinsaku-ドラム(ex.Crystal Gate～Blind Graph～Brandroid)
第１８期
・HIRO-ボーカル
・ZURICH-ギター
・A2C-ベース
・Yusuke-ドラム(ex.Vepalapice etc)
第１９期
・HIRO-ボーカル
・ヒロカズ-ギター(ex.レジスタンス)
・A2C-ベース
・TOBBY-ドラム
2021年より分家の【沖縄Super Sonic Soldier Boys】の活動が始まる。
・Simo-ボーカル
・Jun-ギター
・NABE-ベース(ex-Big Mama～DANCE～Rad Rats ～Sleazy Cult～Melrose～Big Mouse～Big Bang～Nasty Habits～Front Row～Tennessee～Bison Booze～Red Trip Jesus～ラブグラ～Snake in the Glass～Savage no Mad～Milkball～SDC～鰡 etc)
・Leon-ドラム(ex-Sex Machineguns～8-Ball～紫 etc)

## 現在のメンバー
- HIRO a.k.a Voodoo - ボーカル
- Noriyuking Har Hashizume - ギター
- NABE - ベース
- 本郷誠司 - ドラム